# Thulcandra
Thulcandra es el tercer demo de la banda de black metal Darkthrone. Salió a la venta en marzo de 1989. Este demo junto al EP Deathcrush de Mayhem, aparecen recopilados en un Split álbum no oficial llamado The True Legends in Black, con la diferencia que "Eon" y "Thulcandra" aparecen en la misma pista. 

## Lista de canciones
1. "Eon" 03:45
2. "Thulcandra" 05:48
3. "Archipelago" 04:53

## Miembros
- Ivar - Guitarra líder
- Ted - Guitarra rítmica
- Dag - Bajo
- Gylve (Fenriz) - Batería